# Pareulype cinerea
Pareulype cinerea är en fjärilsart som beskrevs av Claude Herbulot 1977. Pareulype cinerea ingår i släktet Pareulype och familjen mätare. Inga underarter finns listade i Catalogue of Life.